# Costa Rica (Mato Grosso do Sul)
Costa Rica é um município brasileiro do estado de Mato Grosso do Sul. É a Capital Estadual do Algodão e dos Esportes de Aventura, pois possui um grande potencial turístico em exploração. Está inserida nas 100 cidades mais promissoras do Brasil, podendo tornar-se, em breve, um pólo regional turístico.

## Geografia

### Localização
O município de Costa Rica, está situado no sul da região Centro-Oeste do Brasil, no Leste de Mato Grosso do Sul (Microrregião de Cassilândia), na região nordeste do Estado de Mato Grosso do Sul, divisa com os Estados de Mato Grosso e Goiás, á qual é ligada por rodovia pavimentada. Localiza-se a uma latitude 18º31'38" sul e a uma longitude 53º57'42" oeste. Distâncias:
- 390 km da capital estadual (Campo Grande)
- 863 km da capital federal (Brasília).

### Geografia física
Solo
Latossolo roxo.
Relevo e altitude
Está a uma altitude de 641 m.
Clima, temperatura e pluviosidade
Está sob influência do clima tropical de altitude (Cwa), com regime de chuvas entre os meses de setembro e maio e período seco de junho a setembro
Hidrografia
Está sob influência da Bacia do Rio da Prata. O município se constitui em divisor de águas entre as bacias dos rios Paraguai (Rios Taquari e Jaurú) e do Paraná (Rio Sucuriú, nascentes do Aporé e Corrente de Goiás)
Vegetação
Se localiza na região de influência do Cerrado.

### Geografia política
Fuso horário
Está a -1 hora com relação a Brasília e -4 com relação a Greenwich.
Área
Ocupa uma superfície de de 5 372,0 km².
Subdivisões
Costa Rica (sede), Placa dos Mineiros, e Capela .
Arredores
- Norte: Alto Taquari (MT);
- Leste: Mineiros (Goiás)(GO), Chapadão do Céu (GO) e Chapadão do Sul;
- Sul: Água Clara e Paraíso das Àguas .
- Oeste: Figueirão e Alcinópolis

## História
Embora a sede do município de Costa Rica seja bastante jovem, a ocupação da região é bem mais antiga. A colonização começa a partir de 1838 com a vinda do major Martim Gabriel de Melo Taques, natural de Itú-SP, casado com Ana Fausta G. de Melo Taques, com quem vai morar no Rio Grande do Sul. Em 1835, com o advento da guerra dos Farrapos, na condição de paulista, foge para o Uruguai, Argentina, Paraguai, sobe o rio Paraguai até Corumbá e, através do Taquari, até suas nascentes nas bordas do Chapadão de Baús, cruza o chapadão, chegando até as margens do rio Sucuriú onde efetua posse (hoje Capela do Baús), denominada fazenda santo Antônio dos Dois Córregos.
Baús tem papel fundamental como ponto de passagem e abastecimento tanto para quem se direcionava aos campos de Vacarias e a Coxim, vindos de Goiás e Triângulo Mineiro, como quem viajava pela antiga estrada do Piquirí, que ligava Cuiabá a Santana do Paranaíba. O Distrito de Baús vivencia tanto o episódio da guerra do Paraguai como a passagem da Coluna Prestes.
O povoamento de Costa Rica, propriamente dita, teve início por volta de 1926, quando José Ferreira da Costa procedente de Nioaque, fundou a fazenda Imbirussú. Em 1958, com a construção da ponte sobre o rio Sucuriú, ligando as fazendas Imbirussú e São Luiz, ergue-se uma casa que servia de abrigo para os trabalhadores, nela alojou-se Antônio Nogueira com um pequeno comércio. Por volta de 1961, José Ferreira da Costa resolveu implantar um povoado, destinando uma área de pouco mais de 236 hectares da Faz. Imbirussú para loteamento. A surpreendente aceitação fez com que logo surgissem algumas edificações à margem direita do rio Sucuriú. O povoado se tornou Distrito de Camapuã em 21 de janeiro de 1964 (Lei 2.132) e elevado à categoria de município (Lei 76, de 12 de maio de 1980), com desmembramento de porções dos municípios de Camapuã e Cassilândia.

## Economia

### Centro de Zona B
Costa Rica, com 25 mil habitantes e 3 relacionamentos diretos, é um Centro de Zona B. Nível formado por cidades de menor porte e com atuação restrita à sua área imediata; exercem funções de gestão elementares. Costa Rica é uma das 364 cidades no Brasil com a classificação Centro de Zona B. A cidade exerce influência sobre as cidades de Alcinópolis, Paraíso das Águas e Figueirão (Centro Local).[carece de fontes?]

## Turismo e cultura

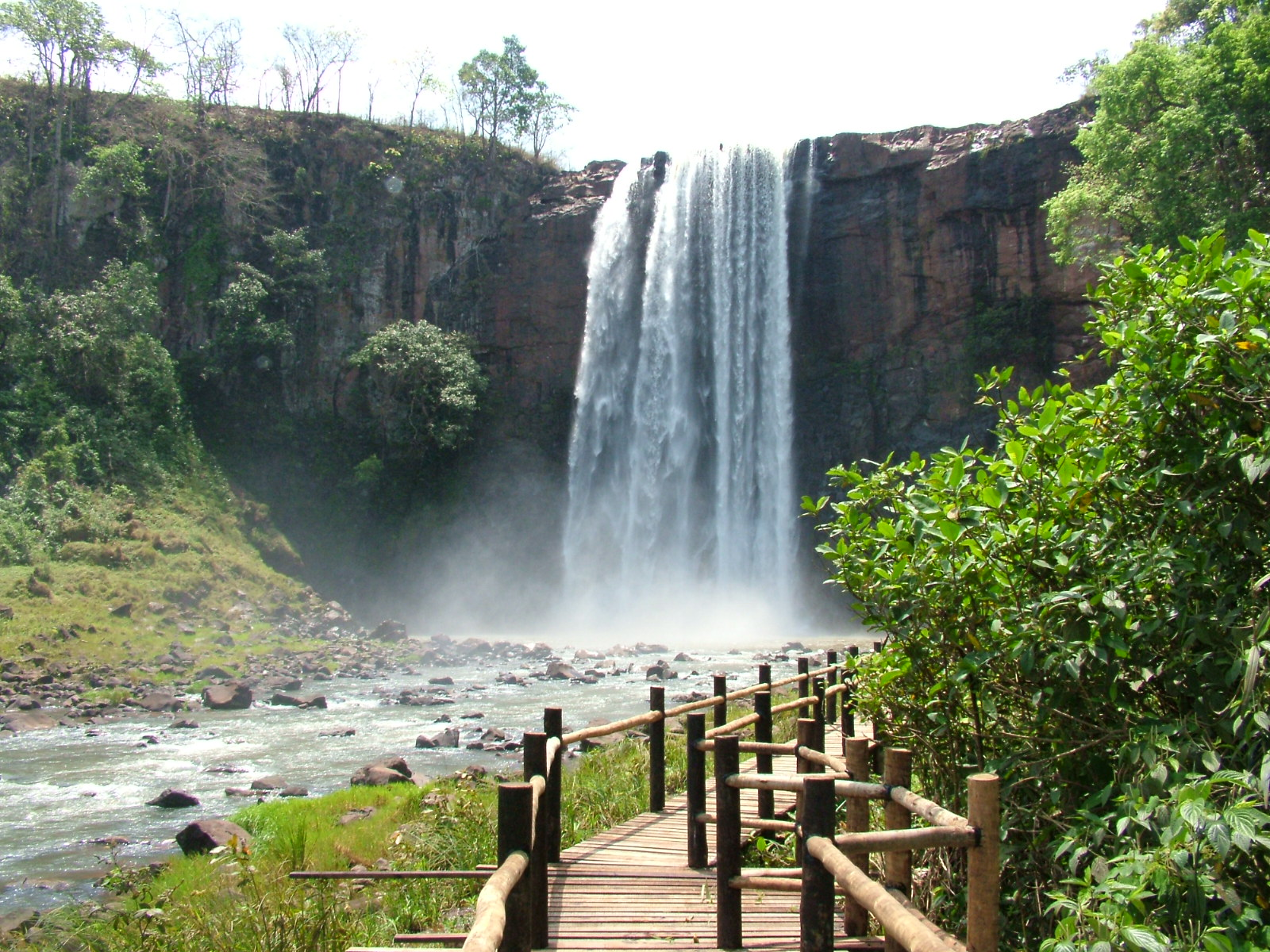
Salto do Sucuriú

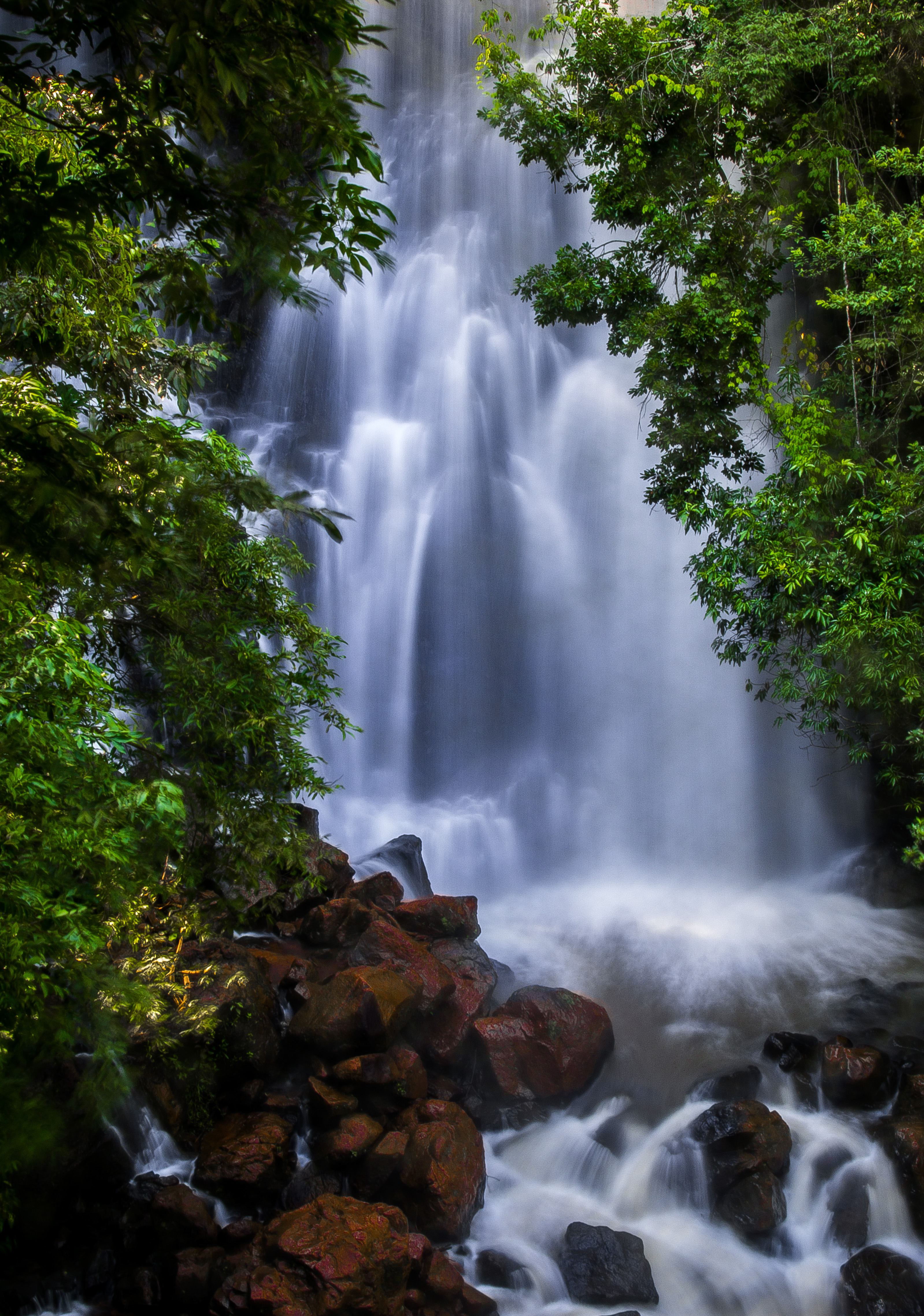
Saltinho do Sucuriú

O Parque Natural Municipal Salto do Sucuriú atrai turistas o ano todo, além de possuir a maior tirolesa do estado (a segunda maior do Brasil), outras tirolesas, rapel, piscinas, arvorismo, rafting, trilhas entre outros. Abaixo outros pontos turísticos:
- Parque Estadual das Nascentes do Taquari
- Parque Natural Municipal Salto do Sucuriú
- Parque Natural Municipal da Lage
- Parque Nacional das Emas
- RPPN Ponte de Pedra
- Cachoeira das Araras
- Cachoeira da Rapadura
- Gruta do Tope da Pedra
- Água Santa do Paraíso
- Capela do Santo Fujão
- Canyon do Engano

### Eventos
- Costa Folia
- Aniversário de Costa Rica
- Festa de Santo Antônio
- Moto Fest Sucuriu Moto Club
- Costa Caipira
- Festa de Nosso Senhor Bom Jesus - Festa do "Santo Fujão"
- Festa do Arrepio
- Etapa Campeonato Estadual e Motocross
- Dia da Independência - Desfile Cívico
- Reveillon
- Etapa Estadual de Festa do Peão
- Aniversário dos Avivalistas de Costa Rica
- Costa Rica com Cristo

## Infraestrutura e logística

### Rodovias
A partir da capital do Estado, Campo Grande, pela BR-163 até a BR-060, alcançando a MS-316, na cidade de Paraíso das Águas 
, ou pela MS 306 no município de Chapadão do Sul, entrando-se na MS 223.
- Rodovias estaduais MS-306, MS-223, MS-316 e MS-135
- BR-359 (ligação com Goiás, Minas Gerais, São Paulo e Paraná)

Ônibus
A cidade é servidas por linhas regulares interurbano/interestadual. Entre a capital e Costa Rica:
- Viação São Luiz
- Viação Itamarati

### Acesso aéreo
Aeroporto José Antonio Moraes,
Com pista pavimentada - extensão de 1.380 m.

### Ferrovia
- Ferronorte

## Administração
- Prefeito: Delegado Cleverson (2021/2024)
- Vice-prefeito: Roni Cota (2021/2024)
- Presidente da Câmara de Vereadores: Averaldo Barbosa da Costa (2021/2022)